# ベトナム人民陸軍
ベトナム人民陸軍（越: Lục quân Quân đội nhân dân Việt Nam / 陸軍軍隊人民越南）は、ベトナム人民軍の陸軍組織である。

## 組織
ベトナム人民軍において、陸軍組織としての指揮系統は確立されておらず、すべて国防部傘下の統合部隊となっている。ハノイに本部を置いているハノイ首都司令部の他、7個軍管区（タイグエン、フート省ヴィエットチー、ハイフォン、ゲアン省ヴィン、ダナン、ホーチミン、カントー）、4個軍団（ホアルー市、バクザン市、プレイク、ズィーアン）、民兵組織で構成される。

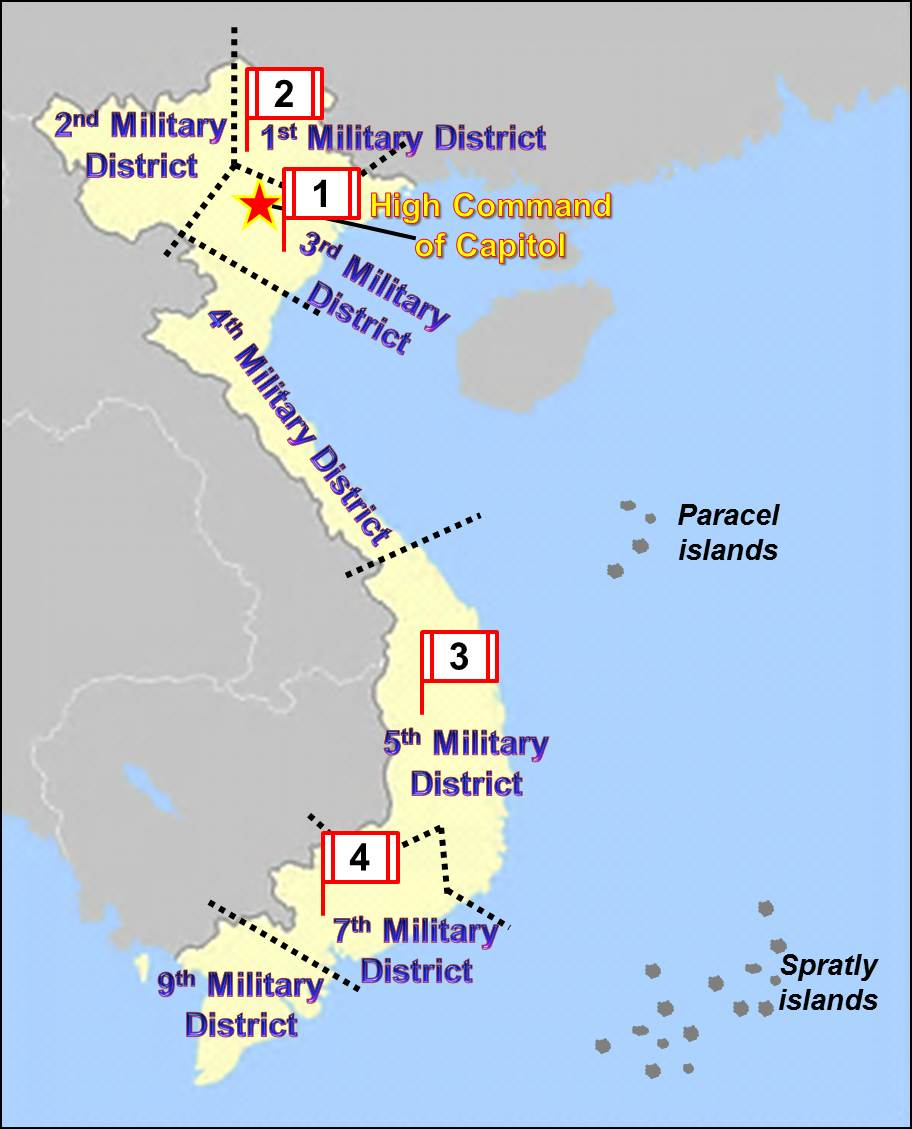
各軍管区および軍団の管轄地区

軍管区
- ハノイ首都司令部
- 第1軍管区（英語版）
- 第2軍管区（英語版）
- 第3軍管区（英語版）
- 第4軍管区（英語版）
- 第5軍管区（英語版）
- 第7軍管区（英語版）
- 第9軍管区（英語版）

主力部隊
第1軍団
- 第308機械化歩兵師団
- 第312歩兵師団
- 第320機械化歩兵師団
- 第367対空師団
- 第390歩兵師団
- 第202戦車旅団
- 第45砲兵旅団
- 第299工兵旅団

第2軍団
- 第304機械化歩兵師団
- 第306歩兵師団
- 第325歩兵師団
- 第673対空師団
- 第203戦車旅団
- 第164砲兵旅団
- 第219工兵旅団

第3軍団
- 第10歩兵師団
- 第31歩兵師団
- 第320機械化歩兵師団
- 第312対空連隊
- 第273戦車連隊
- 第675砲兵連隊
- 第198特殊作戦連隊
- 第29通信連隊
- 第545工兵連隊

第4軍団
- 第9歩兵師団
- 第7歩兵師団
- 第324歩兵師団
- 第71対空旅団
- 第24砲兵連隊
- 第429特殊作戦連隊
- 第26通信大隊
- 第550工兵旅団（ベトナム語版）
- 第6輸送大隊
- 第38化学大隊

地方部隊
ベトナムでは、民兵組織（Dân quân tự vệ/民軍自衛）として各地の省、県それぞれに1個以上の「省隊」「県隊」が存在する。「省隊」「県隊」は省庁、県庁の部署「軍事部」の指揮下に置かれる。「省隊」は連隊、「県隊」は大隊に相当。病気、障害などといった免責事項のない18歳～45歳までの全国民の男子が対象となり、任期は4年。

### 兵科
陸軍の兵科は以下の16種に分かれる。「特工、ダッコン」とは特殊部隊であり、一つの独立した兵科として存在している。
| 歩兵科 Bộ binh | 機甲科 Tăng-Thiết giáp | 砲兵科 Pháo binh | 特工科 Đặc công | 機械歩兵科 Bộ binh cơ giới | 工兵科 Công binh | 軍医科 Quân y   | 通信連絡科 Thông tin-Liên lạc |
| -------------- | ---------------------- | ---------------- | --------------- | -------------------------- | ---------------- | --------------- | ----------------------------- |
|                |                        |                  |                 |                            |                  |                 |                               |
| 運載科 Vận tải | 技術科 Kỹ thuật        | 化学科 Hóa học   | 後勤科 Hậu cần  | 軍法科 Quân pháp           | 声楽科 Văn công  | 体育科 Thể công | 軍楽科 Quân nhạc              |
|                |                        |                  |                 |                            |                  |                 |                               |

## 装備
ベトナム戦争以降、経済低迷で装備をほとんど更新することもなく老朽化が進んでいたが、近年では中国との軍事的緊張の高まりや経済の向上により、イスラエルとの技術提携の元で急速に装備の更新が進んでいる。

### 戦車
- T-90（64両）南沙部隊に配備される予定。
- T-62（70両）[1]
- T-54/55（850両）[1]
- 59式戦車（350両）[1]
- 63式水陸両用戦車（320両）[1]
- 62式軽戦車（320両）[1]
- PT-76（300両）[1]T-90に置き換える予定。

#### 鹵獲品
- M48パットン（100両）
- M41軽戦車（100両）

### 歩兵戦闘車/装甲兵員輸送車
- BMP-1：2013年現在BMP-2と合わせて300両程度保有[2]
- BMP-2：1982年～84年にかけて輸入[3]。
- BTR-152[4][5]
- BTR-40/BTR-40A[6]
- BTR-50：1969年～73年にかけて輸入。現在は退役[3]
- BTR-60PB：1978年採用、80年までにかけて500両輸入。2011年現在400両保有[7]
- BRDM-1
- BRDM-2
- RAM MK3
- M113装甲兵員輸送車
- コマンドウ
- 63/80式装甲兵員輸送車

### 輸送トラック
- UAZ-469
- ウラル-375D
- M151

### 火砲

#### 無反動砲
- B-10無反動砲
- B-11無反動砲
- SPG-9：ローカルモデルのSPG-9Mを使用[8]

#### 迫撃砲
- 107mm迫撃砲GVPM-38

#### 重砲
- D-20 152mm榴弾砲
- D-30 122mm榴弾砲
- M-46 130mmカノン砲
- D-44 85mm野砲

#### 自走砲
- 2S1グヴォズジーカ 122mm自走榴弾砲
- 2S3アカーツィヤ 152mm自走榴弾砲

#### ロケット砲
- カチューシャ
- BM-14
- BM-21

#### ミサイル
- スカッド
- 9M111[3]
- 9M14

#### 自走式対空砲
- ZSU-57-2[9][6]
- ZSU-23-4

#### 鹵獲品
- M40 106mm無反動砲
- M114 155mm榴弾砲

### 小火器

#### 小銃・拳銃
- AK-47：正規軍のほか民兵も使用。現在AKMに換装中[10]。
- 56式自動歩槍：現在AKMに換装中[10]
- AKM：現在、陸軍歩兵の基幹小銃[11]
- STV小銃：IWI ACEの自国生産モデル、将来的に基幹小銃としてAKMを置換予定
- XM-177E2：特殊部隊が使用。
- SKS-45[11]
- 56式半自動歩槍
- トカレフTT-33[11]：中国製の54式拳銃も混在。
- マカロフ PM
- スチェッキン・マシンピストル
- Cz52[12]
- TAR-21：2012年より特殊部隊にて導入[13]
- ガリルAR：特殊部隊が使用[14]。
- ガリルACE31/32：イスラエル製ガリルのバリエーションの一つ、陸軍歩兵の次期基本仕様ライフルに採用[15]
- SVD
- 12,7mm重狙撃銃（ベトナム語版）：KSVKをベースとして開発中[16]
- Vz 58[17]
- PM-63 RAK：特殊部隊が使用。
- H&K MP5[18]
- ミニUZI：特殊部隊が使用。
- マイクロ UZI：特殊部隊が使用。また独自のアタッチメントを開発中[19]

#### 機関銃
- IMI ネゲヴ
- RPD軽機関銃
- RPK軽機関銃
- PKM機関銃
- DShK38重機関銃
- NSV重機関銃
- SG-43重機関銃

#### グレネードランチャー
- RPG-7
- GP-25
- M203
- RPG-29
- AGS-17
- DP-64（英語版）
- AGS-17
- M79：スコープを装着した独自の改良版をM79-VNとしてライセンス生産[20]
- ダネルMGL

#### ショットガン
- MP-133（ロシア語版）
- KS-23
- LPO-50